# Megalopsychia
Megalopsychia (griechisch μεγαλοψυχία; lateinisch magnanimitas, deutsch Großgesinntheit, Großherzigkeit; Seelengröße) ist eine Tugend des antiken Tugendkanons.
Für Aristoteles (Nikomachische Ethik IV, 7-8) bildet sie die Mitte zwischen Kleinmut und Aufgeblasenheit. Unter den Tugenden nimmt sie eine Sonderstellung ein, weil sie die anderen Tugenden zum einen voraussetzt, zum anderen stellt sie deren Steigerungsform dar. Die Megalopsychia zeigt sich in einem ausgeprägten, aber angemessenen Selbstbewusstsein und berechtigtem Stolz. Man hält sich großer Dinge, auch erwiesener Ehren, würdig – und zwar zu Recht. Sie zeigt sich darüber hinaus im Erbringen und Erwidern von Wohltaten und einer Orientierung am ethisch Guten (und nicht am Nützlichen und Gewinnbringenden). Hinzu kommen der maßvolle Umgang mit Macht und Reichtum sowie ein beherrschtes Verhalten in Glück und Unglück.
Cicero behandelt im ersten Buch von De officiis die magnanimitas in Verbindung mit der fortitudo (Tapferkeit) als eine der Kardinaltugenden (I 61 - 92).
In seiner Summa Theologiae (III, 129) behandelt Thomas von Aquin die magnanimitas als Tugend. Die Größe, deren sich der Mensch würdig erweist, ist ein Geschenk Gottes. Thomas versucht darüber hinaus, einen vermeintlichen Konflikt zwischen magnanimitas und der Demut auszuräumen.
Tendenziell hat das Christentum die Tugend der Bescheidenheit propagiert,  die mit der megalopsychia eher kontrastiert. Es fordert die Bescheidenheit schlechthin, unabhängig vom tatsächlichen Wert oder der Größe eines Menschen. Aus dieser Sicht wird die megalopsychia zum Hochmut, der zu verachten ist.
In seinem Leviathan charakterisiert Thomas Hobbes magnanimity als die "Verachtung kleiner Hilfen und Hindernisse". Bei Todes- und Verwundungsgefahr ist magnanimity Tapferkeit.
Im dritten Buch, 3. Teil seines Treatise of Human Nature behandelt Hume die „greatness of mind“. „Nichts (ist) lobenswerter als ein Selbstgefühl, das sich auf wertvolle Eigenschaften gründet, die wir wirklich besitzen.“ Die greatness of mind ist eng verwandt mit pride (Stolz) und self esteem (Selbstachtung). Sie beflügelt unser Handeln und verschafft uns die Zustimmung und Achtung Anderer.
Für Kant kulminiert die moralische Qualifikation eines Menschen in seiner Seelengröße, die Seelengüte und Seelenstärke in sich vereint. Sie ist allerdings „mehr Ideal als in der Wirklichkeit“.
Nietzsches Begriff der „Größe der Seele“, die auch zu den Attributen seines "Übermenschen" gehört, zeigt deutliche Spuren der Aristotelischen Konzeption der megalopsychia.